# Операция „Драгун“
Операция „Драгун“ (на английски: Operation Dragoon) е инвазия на Съюзниците в Прованса, която започва с десант на 15 август 1944 г. в района на средиземноморското крайбрежие между Тулон и Кан. Операцията първоначално е планирана да бъде изпълнена едновременно с десанта в Нормандия, но липсата на достатъчно ресурси води до отменянето на втория десант. Към юли 1944 г. вторият десант отново излиза на дневен ред, когато пристанищата в Нормандия се задръстват с кораби и не могат адекватно да обслужват съюзническите доставки. Междувременно, френското върховно командване призовава за провеждане на операцията, която би включвала голям брой френски войници. Така, тя в крайна сметка е одобрена през юли и насрочена за август.

## Ход на операцията
Целта на нахлуването е да се подсигурят важните пристанища по френския средиземноморски бряг и да се увеличи натиска върху немските сили чрез откриването на нов фронт. След няколко подготвителни командоски операции, американският 6-и армейски корпус прави десант на Лазурния бряг под прикритието на военноморско оперативно съединение, следвани от френската 1-ва армия. Те посрещат огъня на останалите части от германската група армии „Г“, която е отслабена от мобилизирането на някои от дивизиите ѝ към други фронтове и подмяната на опитните ѝ войници със зле екипирани Източни легиони.
Възпрепятствани от съюзническото превъзходство във въздуха и мащабното въстание на френската съпротива, германските сили бързо са победени. Те се изтеглят на север по долината на река Рона и създават отбранителна линия при Дижон. Съюзническите войски успяват да ги изпреварят и частично да блокират маршрута им на отстъпление при Монтелимар. Последвалата битка достига патово положение, като никоя страна не успява да постигне пробив, докато в крайна сметка германците успяват да завършат изтеглянето си през града. Междувременно, френските части превземат важните пристанища на Марсилия и Тулон.
Германските войски не успяват да удържат Дижон и предприемат пълно изтегляне от Южна Франция. Група армии „Г“ се оттегля на север, докато са гонени от съюзническите сили. Накрая, сраженията приключват във Вогезите, където група армии „Г“ установява стабилна отбранителна линия. След като се срещат с частите от операция „Овърлорд“ на север, съюзническите сили се реорганизират, докато германската съпротива става все по-ожесточена. Така, офанзивата приключва на 14 септември 1944 г.

## Резултат
Операция „Драгун“ се счита за съюзнически успех. Тя им позволява на Съюзниците да освободят по-голямата част от Южна Франция от немска окупация само за месец, докато нанасят тежки щети по германските войски, макар значителна част от тях да успяват да избягат. Завзетите френски пристанища веднага започват да се експлоатират, позволявайки на Съюзниците много скоро да разрешат проблема с доставките си. Въпреки това, операцията изостря отношенията на Уинстън Чърчил (който се обявява против нея) и Дуайт Айзенхауър, както и на Шарл дьо Гол, който се настройва срещу двамата.